# Screamin' Jay Hawkins
Screamin' Jay Hawkins, pseudonimo di Jalacy Hawkins (Cleveland, 18 luglio 1929 – Neuilly-sur-Seine, 12 febbraio 2000), è stato un cantante, attore e compositore statunitense.
Famoso soprattutto per la sua potente voce e per le esibizioni live selvaggiamente teatrali, accompagnate da macabri oggetti di scena sul palco (teschi, costumi gotici e simboli vudù), è stato soprannominato "il primo shock rocker". È inoltre l'autore della celebre canzone I Put a Spell on You.

## Biografia
Hawkins incomincia la sua carriera musicale nel 1951 come pianista jazz in accompagnamento al più noto chitarrista Tiny Grimes. Debutta invece l'anno successivo con Why Did You Waste My Time, assieme ai Grimes and his Rockin' Highlanders, brano che precede di qualche anno il grande successo I Put a Spell on You. Le canzoni successive - tra cui si ricordano Hong Kong, Yellow Coat e Alligator Wine - hanno pure un buon riscontro, ma senza raggiungere i fasti di Why Did You Waste My Time.
Dopo la realizzazione di I Put a Spell on You, un dj offre a Hawkins 300 dollari per emergere da una bara durante un suo spettacolo: l'artista accetta e ogni esibizione inizia appunto con Hawkins che esce dal feretro. Nei suoi spettacoli, Hawkins veste eccentrici costumi dorati e leopardati. Seguono altre hit come Constipation Blues, Orange Colored Sky e Feast of the Mau Mau.
Tra gli anni sessanta e settanta - soprattutto in Europa - diventa molto popolare, tanto da partecipare anche ad alcuni film come Stranger than Paradise (1983) di Jim Jarmusch con il brano I Put a Spell on You nella colonna sonora e nel 1997 Perdita Durango, diretto da Álex de la Iglesia. Nel 1985 collabora con i Fuzztones, mentre nel 1991 realizza il disco Black Music For White People e poi collabora con i Dread Zeppelin per il loro disco It's Not Unusual. Nello stesso periodo va in tour con i Clash e Nick Cave, oltre a partecipare a molti festival blues. Muore il 12 febbraio 2000, dopo un'operazione per un aneurisma.

## Discografia

### 33 giri
- 1958 At Home with Screamin' Jay Hawkins (Okeh/Epic) (a volte intitolato come Screamin' Jay Hawkins e I Put a Spell on You)
- 1965 The Night and Day of Screamin' Jay Hawkins (Planet/52e Rue Est) (a volte intitolato come In the Night and Day of Screamin' Jay Hawkins)
- 1969 What That Is! (Philips)
- 1970 Because Is in Your Mind (Armpitrubber) (Philips)
- 1972 Portrait of a Man and His Woman (Hotline) (a volte intitolato come I Put a Spell on You e Blues Shouter)
- 1977 I Put a Spell on You (Versatile) (registrazioni dal 1966 al 1976)
- 1979 Screamin' the Blues (Red Lightnin') (registrazioni dal 1953 al 1970)
- 1983 Real Life (Zeta)
- 1984 Screamin' Jay Hawkins and The Fuzztones Live (Midnight Records) - live
- 1988 At Home with Jay in The Wee Wee Hours (Midnight Records) - live
- 1988 Live & Crazy (Blue Phoenix) - live
- 1990 The Art of Screamin' Jay Hawkins (Spivey)
- 1991 Black Music For White People (Bizarre/Straight Records/Planet Records)
- 1991 I Shake My Stick at You (Aim)
- 1993 Stone Crazy (Bizarre/Straight/Planet)
- 1994 Somethin' Funny Goin' On (Bizarre/Straight/Planet)
- 1993 Rated X (Sting S) - live
- 1998 At Last (Last Call)
- 1999 Live at the Olympia, Paris (Last Call) - live con un inedito inciso in studio

## Filmografia
- 1978 American Hot Wax (nella parte di se stesso)
- 1983 Stranger than Paradise
- 1989 Mystery Train - Martedì notte a Memphis
- 1991 Rabbia ad Harlem (nella parte di se stesso)
- 1997 Perdita Durango
- 1999 Peut-être
- 2001 Screamin' Jay Hawkins: I Put a Spell on Me